# الفسيفساء المشيمية أثناء الولادة
الفسيفساء المشيمية أثناء الولادة (CPM) هي حالة ناتجة من التناقض بين التركيب الكروموسومي للخلايا المشيمية وخلايا الجنين، وكان أول اكتشاف لها عام 1983.
نظريا يتم تشخيص هذه الحالة عندما تتواجد خلايا ثلاثية الصبغيات في عينة من الزوائد(الزغابات) المشيمية و تظهر الخلايا الطبيعية فقط في فحوصات ما قبل الولادة مثلːبزل السلي(استئصال جزء من نسيج المشيمة لفحصه) و أخذ عينات من دم الجنين. وقد تم الكشف عنها فيما يقرب من 1-2 % من حالات الحمل بالأسبوع العاشر إلي الثاني عشر.

## كيفية حدوث المرض
تحدث هذه الحالة بطريقتينː
- الميوزيةːيمكن أن تحدث نتيجة عدم انتظام غير مباشر في خلية الأرومة المغذية أو خلية غير جنينية من كتلة الخلية الداخلية؛ مما يؤدي إلى إنشاء خط خلوي ثلاثي المنشأ في النسيج المقدر أن يصبح الأديم المتوسط المشيمي.
- الميتوزيةːتحدث في خلية متحررة /غير جنينية و ينتج عنها نسيج من الخلايا الثلاثية فتكون الطبقة الوسطي للمشيمة.

هناك عدة عوامل تؤثر علي توزيع الخلايا الطبيعية و الغير طبيعية (الطفرات) في تطور الجنين حيث يمكن أن تؤثر معدلات استنساخ الخلايا الثلاثية سواء المنخفضة أو المتزايدة علي عدد الخلايا الغير طبيعية مقارنة بالطبيعية و ربما تفقد الخلايا الطبيعية قدرتها علي الانقسام أو أداء وظيفتها بشكل مناسب.

## أنواع المرض
تعتمد أنواعه علي الخلايا المشاركة أثناء حدوث الخلل:
1. النوع الأولːعندما يحدث الخلل في الخلايا الكأسية /الأرومة الغاذية و يكون هذا النوع في حالات الحمل الطبيعي.
2. النوع الثانيːعندما يحدث الخلل في الخلايا الغير جنينية و تنحصر هذه الخلايا ثلاثية الصبغيات علي البطانة الداخلية للزوائد(الزغابات) المشيمية.
3. النوع الثالثːعندما تكون الخلايا الكأسية ثلاثية الصبغيات و كذلك خلايا بطانة المشيمة و لا تتواجد في خلايا الجنين. ويكون هذا النوع مصحوب بتأخر في نمو الجنين.

## تأثير هذه الحالة علي الحامل
عند التنبؤ بالتأثيرات المحتملة في الثلث الأول من الحمل، نجد أن هناك عدة عوامل مؤثرة منهاː
- مصدر الخللː يرتبط الخلل الناتج عن الطريقة الميوزية بتزايد معدلات التثلث الصبغي في أنسجة المشيمة وينتج عنها صعوبة في عملية الحمل.
- مرحلة التشوهːهناك علاقة متبادلة بين زيادة عدد الخلايا المختلة صبغيا المكتشفة أثناء اختبار أخذ عينات من الزغابة المشيمية و بين التقدم الضعيف للحمل.[4]
- وجود كروموسومات معينة.
- نوع الشذوذ الكروموسوميː وهو العامل الأكثر أهمية في تحديد ما إذا كان الجنين قد تأثر أم لا.[5][6]